# Landouzy-la-Cour

Landouzy-la-Cour este o comună în departamentul Aisne din nordul Franței. În 1 ianuarie 2022 avea o populație de 168 de locuitori.